# Libellula mariae
Libellula mariae is een libellensoort uit de familie van de korenbouten (Libellulidae), onderorde echte libellen (Anisoptera).
De soort staat op de Rode Lijst van de IUCN als gevoelig, beoordelingsjaar 2007.
De wetenschappelijke naam Libellula mariae is voor het eerst geldig gepubliceerd in 1992 door Garrison.